# Луги Апушкины
Луги Апушкины — деревня в Ливенском районе Орловской области России.
Входит в состав Сергиевского сельского поселения.

## География
Находится на правом берегу реки Сосна на месте впадению в неё реки Кшень. На противоположном берегу Сосны расположено село Успенское — административный центр Галического сельского поселения.
Южнее деревни Луги Апушкины проходит автомобильная дорога 54К-185. В деревне имеется одна улица — Садовая.

## Население
| 2010 |
| ---- |
| 56   |